# Maximilian Duncker
Maximilian Wolfgang Duncker, född 15 oktober 1811 i Berlin, död 21 juli 1886 i Ansbach, var en tysk historiker. Han var son till Carl Friedrich Wilhelm Duncker samt bror till Alexander och Franz Duncker.
Duncker satt efter en långvarig rättegång (1834–1836) sex månader i häkte därför, att han deltagit i en Burschenschaft i Bonn och blev 1842 extra ordinarie professor i historia i Halle an der Saale. Under oron och kriget 1848–1850 utmärkte han sig som liberal folkrepresentant och utgav åtskilliga broschyrer. 
År 1857 blev Duncker professor i Tübingen, inträdde 1859 som geheimeregeringsråd i preussiska statsministeriet och blev 1861 föredragande hos kronprinsen samt var 1867–1874 direktor för preussiska statsarkivet. Åren 1872–1886 var han lärare i nyare historia vid krigsakademien och blev 1884 brandenburgsk historiograf.